# Chantal Cavin
Chantal Cavin (* 12. Februar 1978) ist eine ehemalige Schweizer paralympische Schwimmerin. Sie ist ehemalige Weltrekordhalterin und mehrfache Weltmeisterin im paralympischen Schwimmen. Sie hat dreimal an den Paralympischen Spielen teilgenommen.

## Leben und sportliche Karriere
Cavin erblindete als 14-Jährige bei einem Sportunfall. Sie stürzte beim Judo auf den Hinterkopf und erlitt dabei eine Blutung im Sehzentrum.
Als junge Erwachsene begann sie mit Leistungssport im Bereich Schwimmen. 2004 nahm sie in Athen an den Sommer-Paralympics 2004 teil. An der darauffolgenden Ausgabe, den Sommer-Paralympics 2008 in Peking, verpasste sie die Medaillen über 50 Meter Freistil und 100 Meter Freistil nur knapp und wurde jeweils Vierte. Zum letzten Mal an den Paralympischen Spielen war Cavin in London, an den Sommer-Paralympics 2012.
Während an den Paralympischen Spielen die Medaillen jeweils ausblieben, wurde Cavin über 50 und 100 Meter Crawl viermal Weltmeisterin und stellte dabei mehrere Weltrekorde auf. Gesamthaft gewann sie neun WM-Medaillen.
Nach ihrem Rücktritt aus dem Schwimmsport begann Cavin mit Lauf- und Radsport. Sie läuft Triathlon und Marathon. Sie hat bisher fünf Ironmans absolviert und war die erste blinde Frau überhaupt, die einen Ironman absolvierte. An den Schweizer Meisterschaften im Paracycling 2020 gewann sie zweimal die Silbermedaille.
Cavin ist Botschafterin für PluSport, den Schweizer Dachverband für Behindertensport.
Sie ist gelernte Bankkauffrau. Cavin war bereits dreimal als Behindertensportlerin des Jahres bei den Credit Suisse Sports Awards nominiert.